# 島田掛川信用金庫
島田掛川信用金庫（しまだかけがわしんようきんこ）は、静岡県掛川市に本店を置く信用金庫。2019年6月24日に島田信用金庫と日本国内最古（明治12年・1879年創業）の信用金庫である掛川信用金庫が合併して発足した。存続金庫は、旧掛川信用金庫。旧島田信金本部（島田市）を「島田本店」という名目で活用している。キャッチフレーズは「日本最古の信金から日本一新しい取り組みを発信します。」。

## 概要
1879年11月24日に設立された資産金貸付所を前身とし、二宮尊徳の報徳思想を学んだ岡田良一郎が創業者である日本国内最古の信用金庫
静岡県内の東海道五三次宿場町である掛川市および島田市を中心として、磐田市から静岡市にかけ合わせて57店舗を有し、シェアは掛川市で5割近く、島田市で5割を超える。預金量は静岡県3位で全国42位規模。。
2017年11月29日、掛川信用金庫と島田信用金庫が2019年3月を目処に対等合併すると発表。新金庫の名称は「島田掛川信用金庫」とし、手続き上、掛川信用金庫を存続金庫とするほか、掛川信用金庫本店(掛川駅新幹線口徒歩10分)を新金庫の本店とすることも発表した。また役員人事では、新金庫の理事長に掛川の伊藤勝英理事長、会長に島田の市川公理事長がそれぞれ就任する。
2018年3月28日、しんきん共同センターのシステム更改スケジュールを理由に、合併日を予定より3か月遅らせて2019年6月24日とすることを発表。
2019年6月12日、東海財務局より、合併の認可を得る。
発足時に公表した5カ年の中期経営計画では、預金を1兆円、貸出金を3800億円強に増やし、純利益10億円を安定的に確保する目標を掲げた。取引先企業の事業承継やビジネスマッチングなどを支援し、掛川駅前に2021年度完成予定のビルに企業支援拠点を設ける。合併前2信金で近接する店舗は店舗内店舗方式で再編していく。
2024年1月22日から磁気の影響を受けにくい新しい通帳（Hi-Co通帳）を取扱開始した(Hi-Co通帳に対応していない信用金庫ATMではHi-Co通帳は使えない。)。